# Grupa układu okresowego
Grupa (czasem zwana rodziną pierwiastków) jest pionową kolumną w układzie okresowym pierwiastków chemicznych. We współczesnym standardowym układzie okresowym wyróżnia się 18 grup. Określenie "rodzina" wywodzi się od podobnych właściwości, jakie posiadają pierwiastki wchodzące w skład jednej grupy.
Współcześnie podobieństwo chemiczne w obrębie grupy tłumaczy się jednakową lub podobną konfiguracją elektronową powłoki walencyjnej atomów pierwiastków danej grupy. To właśnie układ najbardziej zewnętrznych elektronów nadaje pierwiastkowi większość cech chemicznych.
Rozpowszechnione są trzy sposoby numerowania grup układu, jedna z użyciem liczb arabskich i dwie z użyciem liczb rzymskich. Numeracje rzymskie są obecnie traktowane jak określenia zwyczajowe, tradycyjne i sięgają początków historycznych układu okresowego. Obejmują one 8 grup głównych i 8 grup pobocznych. Numeracja arabska, obejmująca 18 grup, jest zaś oficjalnie rekomendowana przez IUPAC. Używanie starszych oznaczeń z użyciem cyfr rzymskich i liter alfabetu może prowadzić do nieporozumień, gdyż funkcjonowały dwie jego wersje. System, będący dawnym standardem IUPAC, dodawał do liczby literę A w przypadku lewej części układu, zaś B w przypadku części prawej. System ACS rezerwował literę A dla grup głównych, zaś B – dla pobocznych. W obu dawnych systemach dwie grupy nie miały indeksów literowych. Była to grupa VIII, obejmująca pierwiastki z 3 współczesnych grup 8, 9 i 10 i dzieląca się na żelazowce (okres 4: Fe, Co, Ni), platynowce lekkie (okres 5: Ru, Rh, Pd) i platynowce ciężkie (okres 6: Os, Ir, Pt) oraz grupa 0, w skład której wchodziły gazy szlachetne.
Obecny standard zawierający 18 grup oznaczonych liczbami arabskimi. Pod publiczną dyskusję poddano go w roku 1985, zaś zatwierdzono w 1990 jako część "The Nomenclature of Inorganic Chemistry".
Oprócz numerycznego, stosuje się także słowne nazewnictwo rodzin pierwiastków. Nazwę tworzy się przez dodanie do nazwy pierwszego (najlżejszego) pierwiastka danej rodziny końcówki –owce, np. fluorowce, helowce. Od reguły tej występuje jeden wyjątek – nazwa pierwszej grupy brzmi litowce, a nie wodorowce. Wynika to z bardzo odmiennych właściwości wodoru w stosunku do innych pierwiastków pierwszej grupy. Również określenie żelazowce może być mylące, gdyż obecnie dotyczy grupy 8 (żelazo, ruten, osm, has), a dawniej pojęcie to obejmowało tzw. triadę żelazowców: Fe, Co, Ni.
Zestawienie grup układu okresowego (w nawiasach podano dawne oznaczenia, jedno wspólne lub dwa różne – odpowiednio wg standardu IUPAC i ACS):
- Grupa 1 (IA) – litowce (metale alkaliczne) wraz z wodorem
- Grupa 2 (IIA) – berylowce (metale ziem alkalicznych)
- Grupa 3 (IIIA, IIIB) – skandowce
- Grupa 4 (IVA, IVB) – tytanowce
- Grupa 5 (VA, VB) – wanadowce
- Grupa 6 (VIA, VIB) – chromowce
- Grupa 7 (VIIA, VIIB) – manganowce
- Grupa 8 (VIII) – żelazowce
- Grupa 9 (VIII) – kobaltowce
- Grupa 10 (VIII) – niklowce
- Grupa 11 (IB) – miedziowce
- Grupa 12 (IIB) – cynkowce
- Grupa 13 (IIIB, IIIA) – borowce
- Grupa 14 (IVB, IVA) – węglowce
- Grupa 15 (VB, VA) – azotowce (pniktogeny)
- Grupa 16 (VIB, VIA) – tlenowce (chalkogeny)
- Grupa 17 (VIIB, VIIA) – fluorowce (halogeny)
- Grupa 18 (0) – helowce (gazy szlachetne)

Wyróżnia się dwa rodzaje grup:
- Grupy główne: grupy 1 i 2 oraz 13 do 18
- Grupy poboczne: grupy 3 do 12